# Charles Despiau
Charles Despiau (Mont-de-Marsan, 4 novembre 1874 – 30 ottobre 1946) è stato uno scultore francese.
Frequentò la École des Arts Décoratifs e in seguito l'École des Beaux-Arts. Iniziò ad esporre al Salon des artistes français, dal 1898 al 1900; poi alla meno accademica Société Nationale des Beaux-Arts, in cui espose dal 1901 al 1921, e alla fine al Salon des Tuileries, dal 1923 al 1944.
Nel 1907 fu assistente Auguste Rodin.
La sua caratteristica peculiare fu quella di inserire, in un contesto classica, una visione equilibrata dell'umanità.